# 河南省革命造反派总指挥部
河南省革命造反派总指挥部或称河南省造反总司令部，简称河南造总、河造总。中国文化大革命期间河南省的造反派群众组织之一。与十大总部一起得到河南省军区支持，与河南二七公社对立。河造总被当时的中共中央定性为“犯过方向、路线错误的造反派”。1968年1月成立的河南省革命委员会，十二名河造总成员成为委员，三人被选为常委。1968年8月10日宣布解散。